# Fiat 131
La Fiat 131 è un'autovettura prodotta dal gruppo FIAT tra il 1974 e il 1985.

## Le premesse
La Fiat 131, presentata al Salone dell'automobile di Torino nell'autunno del '74, nacque in un periodo difficile per l'economia europea e per la FIAT in particolare. La crisi petrolifera, scoppiata a causa della guerra del Kippur (novembre 1973), facendo salire alle stelle il prezzo del carburante mise, di fatto, al bando le vetture sportive o troppo assetate. L'elevata inflazione, causata dall'aumento dei costi energetici, aveva scatenato scioperi selvaggi e contestazioni che avevano, più volte, paralizzato la produzione della casa torinese.

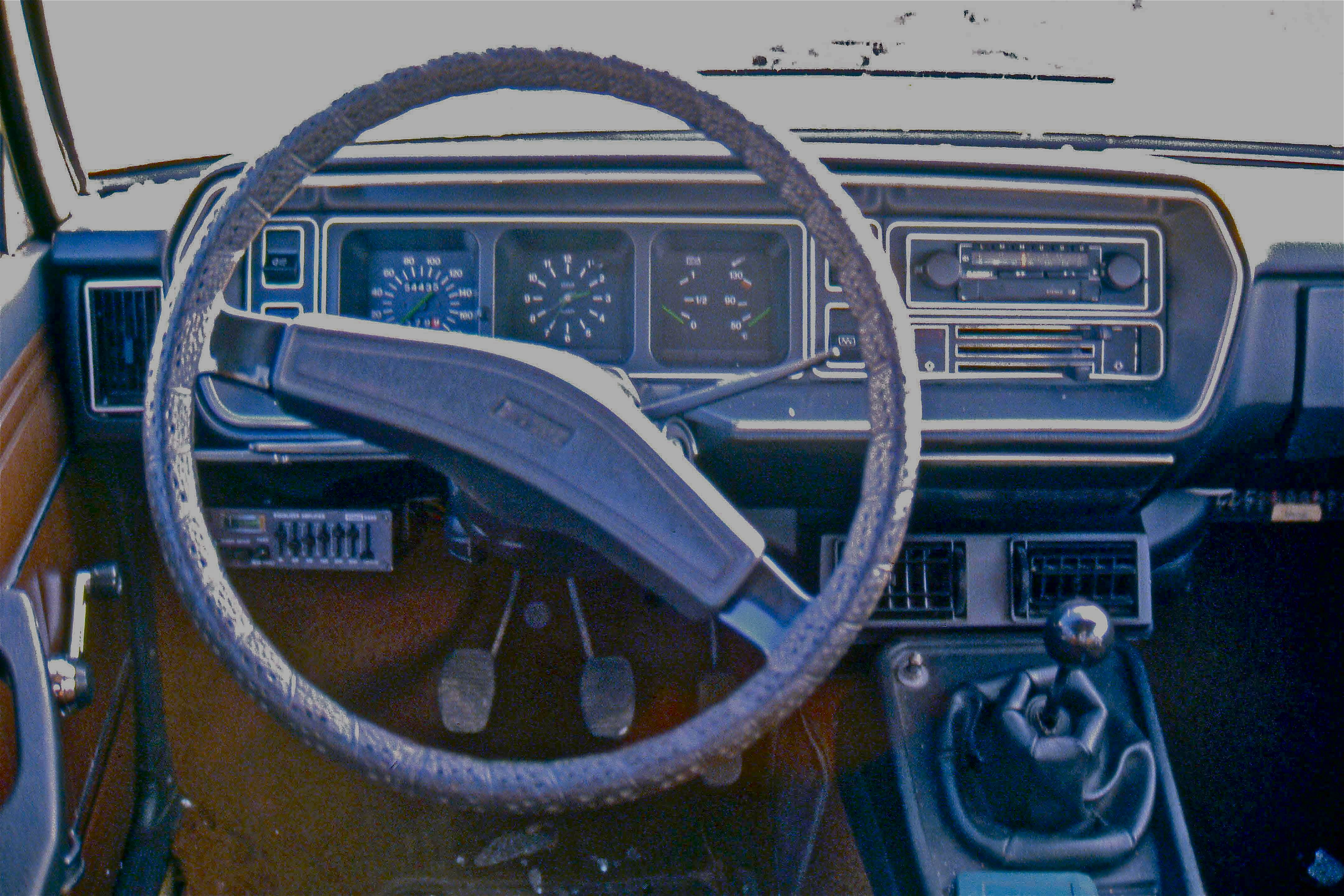
Interni di una 131 prima serie

L'allungamento conseguente dei tempi di consegna favorì l'espansione dei concorrenti stranieri che, in certi casi (come, ad esempio, Peugeot), potevano offrire motori a gasolio più adatti al clima economico. Il quadro descritto influì notevolmente sul progetto, avviato prima della crisi, dell'erede della valida, ma vecchia, 124.
Occorreva rinunciare ai brillanti, ma assetati, motori bialbero del modello precedente e anche ai quattro freni a disco. Inoltre si rinunciò alle versioni sportive coupé e spider, giudicate frivole e inadatte al clima sociale. A ogni modo i propulsori bialbero continuavano a motorizzare tutti gli allestimenti del modello Beta della Lancia (già assorbita tre anni prima dal gruppo FIAT). Per compensare queste mancanze, la nuova nata doveva offrire solidità, comodità, finiture accurate e sicurezza di buon livello, elementi poco presenti sulla progenitrice e anche su molte altre vetture della concorrenza.

## Le serie

### La prima serie
A metà ottobre 1974 nasce la nuova berlina media di casa FIAT: si tratta della 131, che va a rimpiazzare nei listini la Fiat 124.
Per la prima volta la FIAT abbandona la sigla unicamente numerica per far posto anche al nome dello stabilimento d'assemblaggio della 131: Mirafiori. Dalla 124 riprese i motori, con un asse a camme laterale e distribuzione ad aste e bilancieri, e lo schema meccanico piuttosto convenzionale: trazione posteriore, avantreno a ruote indipendenti e retrotreno ad assale rigido. Il passo più lungo (2,490 m contro i 2,420 m della 124) concede una migliore abitabilità interna. Al momento dell'esordio la "131" è disponibile con due motori: il 1297 cm³ con 65 CV DIN e il 1585 cm³ con 75 CV DIN, entrambi derivati dal 1438 cm³ della Fiat 124, mediante riduzione o aumento dell'alesaggio.

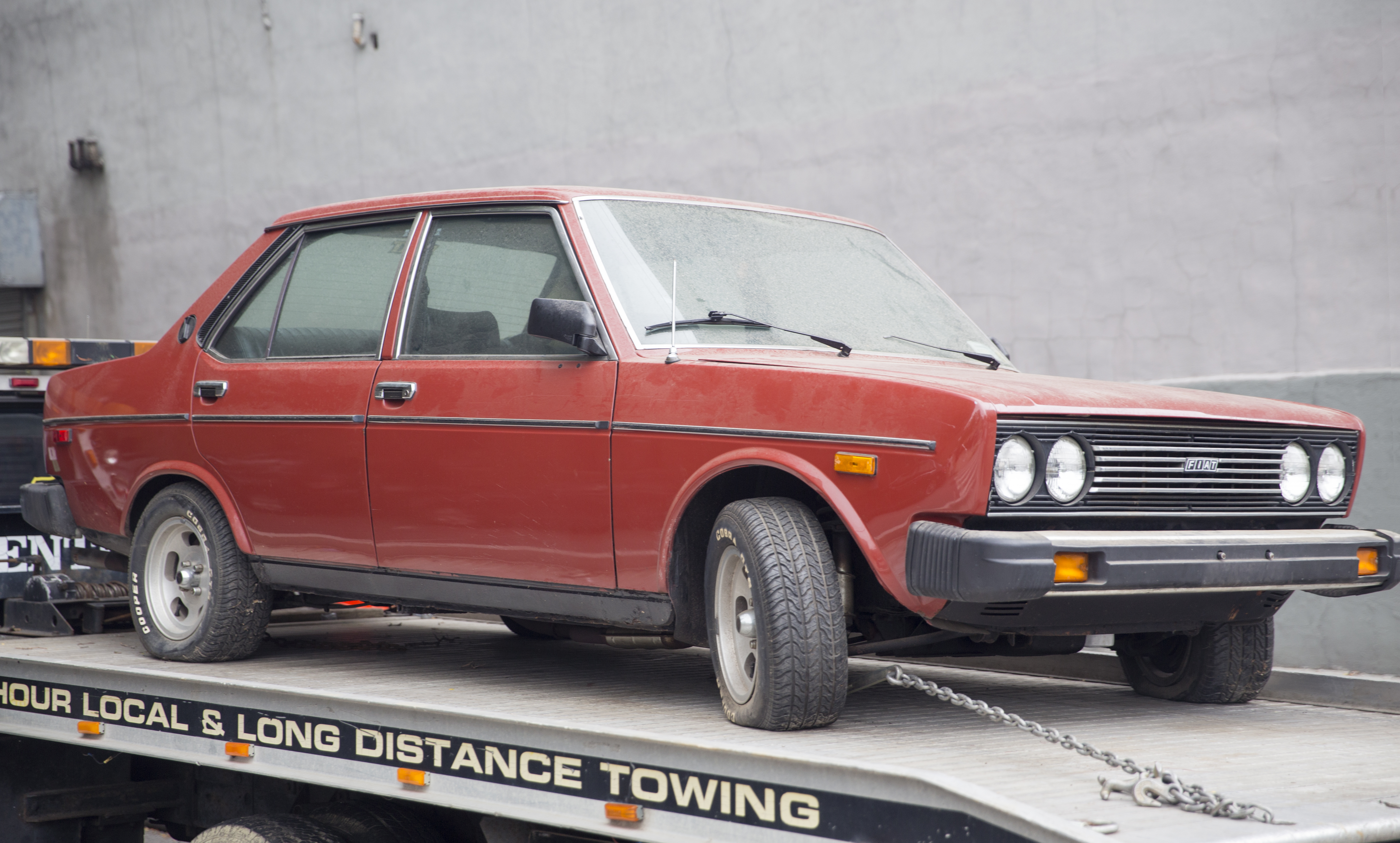
Una 131 del 1976 con paraurti maggiorati per il mercato nordamericano

La gamma era composta da undici varianti diverse con due allestimenti e tre tipi di carrozzeria. Per quanto riguarda gli allestimenti, alla base troviamo la “Mirafiori”, con fari anteriori rettangolari, assenza di profilo laterale in metallo e gomma, copricerchi lucidi ripresi dalla 124 base e allestimento interno semplificato. Il più ricco, denominato “Mirafiori Special”, era dotato di fari anteriori circolari doppi, profilo laterale in metallo e gomma, cerchi in lamiera dal disegno specifico e interni più curati. Era inoltre possibile accessoriare la 131 con vari optional, come il cambio manuale a 5 marce (sia sulla base che sulla Special), l'automatico GM a 3 rapporti, il condizionatore d'aria, i sedili in velluto e molti altri.
Per quanto riguarda invece i tipi di carrozzeria, troviamo la berlina a 2 porte, pensata maggiormente per i mercati del Nord Europa; berlina a 4 porte, d'impostazione classica; per concludere troviamo la giardinetta a 5 porte, denominata “Familiare”, pensata per la famiglia e per i grossi carichi, a rimpiazzare la 124 Familiare. Ogni tipo di carrozzeria poteva montare a scelta entrambi i motori, a loro volta abbinabili a entrambi gli allestimenti; l'unico abbinamento non disponibile era il 1300 Special con carrozzeria station wagon.
Notevole anche il grado di sicurezza passiva: secondo le prove d'impatto condotte dalla FIAT, la 131 era un'auto molto sicura, tanto che ottenne, con la sola modifica dei paraurti ad assorbimento d'energia brevettati dalla Reynoolds Aluminium - Holland, l'omologazione sul mercato USA dove, dal 1978 solo nello stato della California venne venduta col nome di Brava e Superbrava grazie a un motore più potente. Nel caso della Brava si trattò di una versione con motorizzazione bialbero 1800 cc. (derivato dalla Fiat 132 1800) e dotato di catalizzatore per silenziatore di scarico brevettato dalla Barber & Colman - Chicago. Le prime esportazioni verso gli USA si limitarono al solo stato della California e unicamente con un modello superaccessoriato in versione familiare.

Il prototipo 131 Abarth a motore Diesel che prese parte nel 1977 alla rally marathon Londra-Sydney

Nel 1977 vennero intensificati i lavori di adattamento e sperimentazione di scocche rinforzate e dotate di propulsori diesel, data la forte richiesta del mercato europeo verso questo tipo di motorizzazione. Nel settembre dello stesso anno un prototipo di "131 Diesel" sviluppato da Abarth venne iscritto alla rally marathon Londra-Sydney: l'equipaggio, formato da alcuni collaudatori FIAT e capeggiato da Giancarlo Baghetti, riuscì a concludere brillantemente in 21 giorni il massacrante percorso di 30 000 km, principalmente composto da strade sterrate.
Fu anche sperimentata una versione a motorizzazione ibrida benzina/elettrica, presentata nel 1979 al salone di Detroit. I tempi non erano maturi per queste soluzioni e la "Fiat 131 ibrida" rimase allo stadio di prototipo per l'assenza di convenienza rilevata.

### La seconda serie
Al Salone di Ginevra del 1978 esordisce la seconda serie della 131: a cambiare furono il frontale, adesso con i fari non differenziati dal livello di allestimento, ma secondo le motorizzazioni (doppi circolari di diametro diverso per la Racing, di uguale diametro per le Diesel e rettangolari per le altre), nuova mascherina e cofano motore liscio; la coda con nuovi gruppi ottici maggiorati; i paraurti, che in alcune versioni sono completamente in plastica; la fiancata, con nuove maniglie porta e profilo laterale in gomma; gli interni, più curati e meglio rifiniti rispetto alla prima 131.
Con la nuova 131, riapparvero i motori bialbero, assenti su questa fascia dell'offerta Fiat dai tempi della 124 Special T. La gamma adesso comprendeva nuovi motori e nuovi allestimenti: alla base troviamo il Mirafiori L, con allestimento esterno piuttosto semplice (paraurti in plastica/metallo e cerchi in lamiera di nuovo disegno) e allestimento interno molto simile a quello della Mirafiori del 1974; Mirafiori CL, più ricco, con interni di nuovo disegno, sedili in sky (finta pelle) oppure a richiesta in panno o velluto, e allestimento esterno uguale alla Mirafiori L. La novità più clamorosa, è, come detto prima, il ritorno dei motori bialbero: a questo proposito, nasce il nuovo allestimento “Supermirafiori”, molto più ricco internamente ed esternamente rispetto alle Mirafiori: sedili in velluto, panno o tessuto con appoggiatesta posteriori e cambio a 5 marce di serie per tutte. Esternamente è subito distinguibile dalle Mirafiori, grazie ai nuovi cerchi “a quadrifoglio” in lamiera stampata, elemento caratteristico delle Supermirafiori, ai paraurti interamente in plastica e per le targhette identificative.

Una 131 Mirafiori CL seconda serie del 1979

Per quanto concerne i motori, troviamo il 4 cilindri aste e bilancieri di 1301 cm³ (leggermente aumentato di cilindrata per poter rientrare nella categoria massima dei limiti di velocità autostradali, all'epoca differenziati secondo la cubatura dei motori, in questo caso 130 km/h) da 65 CV DIN, per le Mirafiori L e Mirafiori CL; e il 1600, sempre ad aste e bilancieri con 75 CV DIN per la Mirafiori CL.
Le Supermirafiori sono invece equipaggiate con i 4 cilindri bialbero, sempre di 1301 e 1585 cm³, con potenze rispettivamente di 78 CV DIN e 96 CV DIN a 6000 giri/min, successivamente incrementate rispettivamente a 82 e 98 CV.  Sono riconoscibili a colpo d'occhio per la targhetta con la cilindrata, affiancata dall'acronimo “TC”, che sta per Twin Cam, ovvero bialbero.
Le carrozzerie disponibili sono tre: berlina a 2 e 4 porte, e wagon 5 porte, adesso denominata Panorama. Per le versioni a due porte la scelta di motori e allestimenti è limitata alla 1300 e 1600 Mirafiori CL. La Panorama è invece disponibile con le stesse motorizzazioni della berlina 4 porte, tranne che la Supermirafiori 1300/TC. Nel settembre 1978 la gamma delle versioni a due porte viene ampliata dalla Racing, una versione elaborata sportivamente: a spingerla ci pensa il bialbero di 1995 cm³ da 115 CV (preso in prestito dalla 132) che porta la Racing a una velocità massima di 180 km/h. Queste le differenze sostanziali alla carrozzeria: nuovo frontale con quattro proiettori circolari di diametro diverso, codolature ai passaggi ruote e spoiler che continua anche alla base della fiancata, due specchi retrovisori esterni di nuovo disegno, interni dal “sapore” sportivo, cerchi in lamiera stampata bruniti da 14” che calzano pneumatici Pirelli P6 185 a profilo ribassato.
Un'altra novità importante che esordisce sulla nuova 131 è la presenza dei nuovi motori a gasolio: al 57º Salone dell'automobile di Torino (20 aprile – 1º maggio 1978) la Fiat espone i suoi nuovi motori Diesel leggeri e veloci per autovetture. In due cilindrate, 1995 e 2445 cm³, sono costruiti nei nuovi stabilimenti SOFIM di Grottaminarda-Avellino: 4 cilindri, singolo albero a camme in testa, dispongono rispettivamente di 60 e 72 CV DIN. La 2000 è disponibile con gli allestimenti Mirafiori L e Mirafiori CL; la 2500 invece per la Mirafiori CL e Supermirafiori. Le Diesel si distinguono dalle versioni a benzina per il rigonfiamento sul cofano anteriore, creato per poter ospitare i motori, e per i doppi proiettori circolari.
Infine, nel 1981, quando la produzione della seconda serie è terminata, viene realizzato un piccolo lotto su ordinazione e a esaurimento della Racing Volumetrico Abarth, con carrozzeria a due porte e allestimento estetico identico a quello della Racing, con in più nuovi cerchi in lega dal disegno specifico, marchietti Abarth identificativi e motore bialbero di 1995 cm³ sovralimentato con compressore volumetrico a lobi, per una potenza massima di 140 CV.
Qui sotto la gamma completa della 131 seconda serie:
Fiat 131 Berlina 4 porte
- 1300 Mirafiori L (1301 cm³, 65 CV, 150 km/h)
- 1300 Mirafiori CL (1301 cm³, 65 CV, 150 km/h)
- 1600 Mirafiori CL (1585 cm³, 75 CV, 160 km/h)
- Supermirafiori 1300/TC (1301 cm³, 78 CV, 160 km/h)
- Supermirafiori 1600/TC (1585 cm³, 96 CV, 170 km/h)
- 2000 Mirafiori L D (1995 cm³, 60 CV, 140 km/h)
- 2000 Mirafiori CL D (1995 cm³, 60 CV, 140 km/h)
- 2500 Mirafiori CL D (2445 cm³, 72 CV, 150 km/h)
- 2500 Supermirafiori D (2445 cm³, 72 CV, 150 km/h)

Fiat 131 Berlina 2 porte
- 1300 Mirafiori CL (1301 cm³, 65 CV, 150 km/h)
- 1600 Mirafiori CL (1585 cm³, 75 CV, 160 km/h)
- Racing 2000/TC (1995 cm³, 115 CV, 180 km/h)
- Racing Volumetrico Abarth (1995 cm³, 140 CV, 190 km/h)

Fiat 131 Panorama
- 1300 Mirafiori L (1301 cm³, 65 CV, 150 km/h)
- 1300 Mirafiori CL (1301 cm³, 65 CV, 150 km/h)
- 1600 Mirafiori CL (1585 cm³, 75 CV, 160 km/h)
- Supermirafiori 1600/TC (1585 cm³, 96 CV, 170 km/h)
- 2000 Mirafiori L D (1995 cm³, 60 CV, 140 km/h)
- 2000 Mirafiori CL D (1995 cm³, 60 CV, 140 km/h)
- 2500 Mirafiori CL D (2445 cm³, 72 CV, 150 km/h)
- 2500 Supermirafiori D (2445 cm³, 72 CV, 150 km/h)

### La terza serie

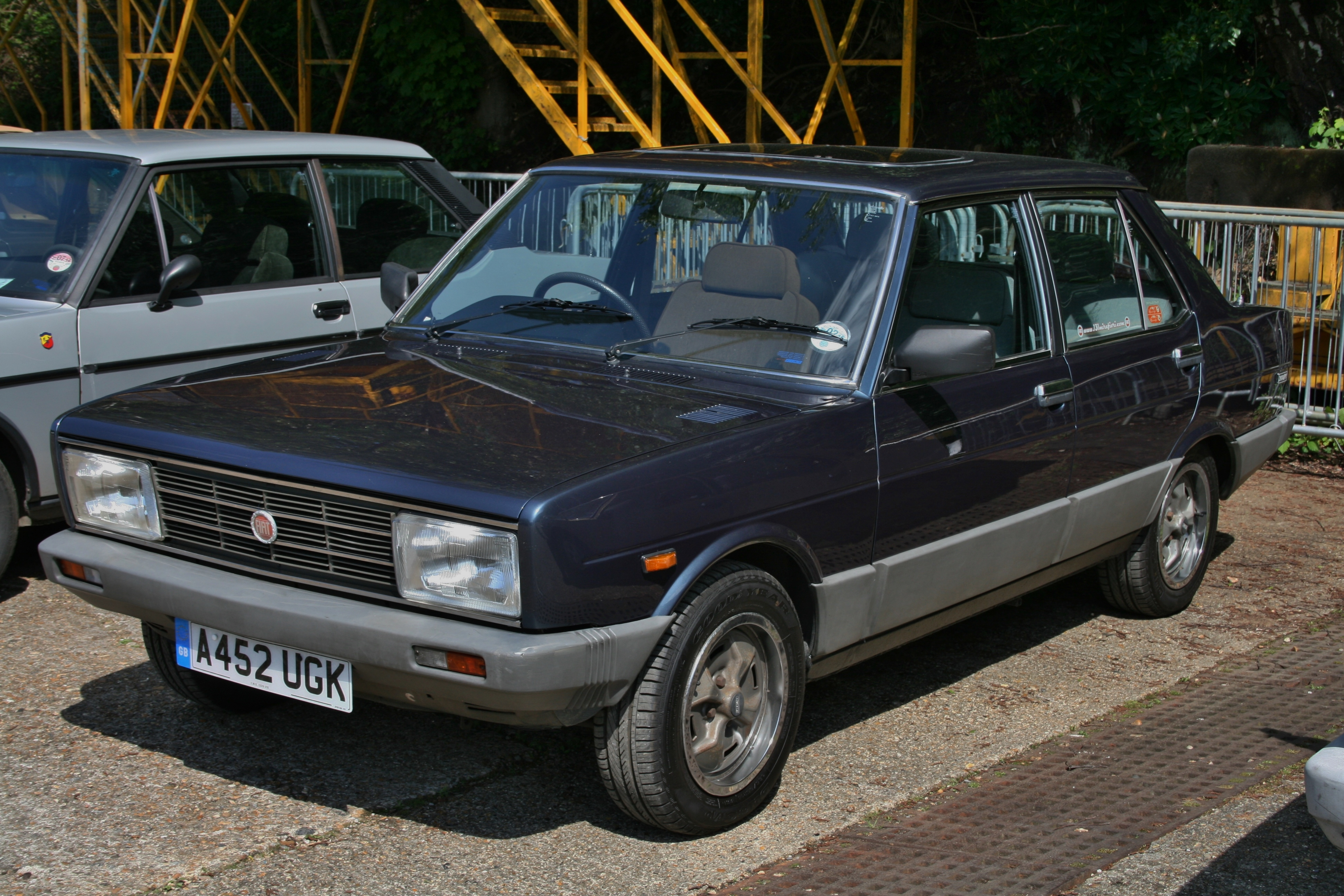
Una 131 Supermirafiori 2000 terza serie del 1984

Nel 1981 venne introdotta la terza serie; a cambiare furono ancora i paraurti, i gruppi ottici posteriori e gli interni. Le Supermirafiori, inoltre, adottarono cerchi con anelli cromati e ampie fasce laterali paracolpi, mentre la Mirafiori (resta solo la CL, la L con la terza serie non è stata riproposta) conserva i paraurti misti (metallo/plastica).
Sparì definitivamente la carrozzeria a 2 porte, mentre gli allestimenti rimasero due: Mirafiori CL e Supermirafiori. Come sempre, le Supermirafiori proponevano un ricco allestimento, comprendente selleria in velluto, volante regolabile, appoggiatesta posteriori e per la prima volta alzavetri elettrici, chiusura centralizzata e per le 2000/TC e 2500 D Supermirafiori, anche il servosterzo ed, a richiesta sulle 2500D e 2000TC, il condizionatore d'aria. I motori monoalbero ottennero l'asse a camme in testa anziché laterale. Il 1300, inoltre, beneficiò di un incremento di cilindrata a 1367 cm³ sia nella configurazione monoalbero (adesso con 70 CV), sia nella configurazione bialbero. La potenza del bialbero scese però a 75 CV per ragioni fiscali legate all'export. Il 1600 monoalbero disponeva adesso di 85 CV e in Italia era disponibile soltanto col cambio automatico a 3 rapporti. Il 1600 bialbero guadagnò un cavallo (adesso 97), mentre l'offerta dei motori bialbero venne completata dalla Supermirafiori 2000/TC spinta dal 2 litri di 1995 cm³ della 131 Racing (113 CV, 175 km/h). La 2000 Diesel era adesso abbinabile al solo allestimento Mirafiori CL e la 2500 col Supermirafiori.
La Panorama invece viene proposta con gli "estremi" della gamma: 1300 Mirafiori CL, Supermirafiori 2000/TC e 2500 Supermirafiori D.
Da notare che la nuova cilindrata 1367 cc per la fiscalità italiana le consentiva di rimanere nella categoria dei 15 CV fiscali e di beneficiare quindi della tassa di circolazione delle altre 1300, per questo motivo sul mercato italiano le 131 motorizzate con il 1367 cc continuarono a chiamarsi 1300 mentre all'estero, dove il discorso fiscale non aveva influenza, venivano identificate come 1400 grazie alla cilindrata più vicina ai 1400 che ai 1300.
Nel 1983, con l'introduzione della Regata, la 131 berlina uscì di listino, mentre proseguì la produzione delle Station Wagon, ora denominate 131 Maratea.
Rispetto alle precedenti Panorama, le Maratea, disponibili solo nelle versioni 2000/TC (113 CV) e 2500 Supermirafiori D (72 CV), presentavano un allestimento più ricco (cerchi in lega, barre portatutto cromate, vernice metallizzata) e un frontale a quattro fari circolari (adesso col nuovo logo Fiat a 5 barre inclinate) anche per la 2000 a benzina.
Le Maratea uscirono di produzione nel 1985, rimpiazzate dalle Regata Weekend.

### Le volumetriche

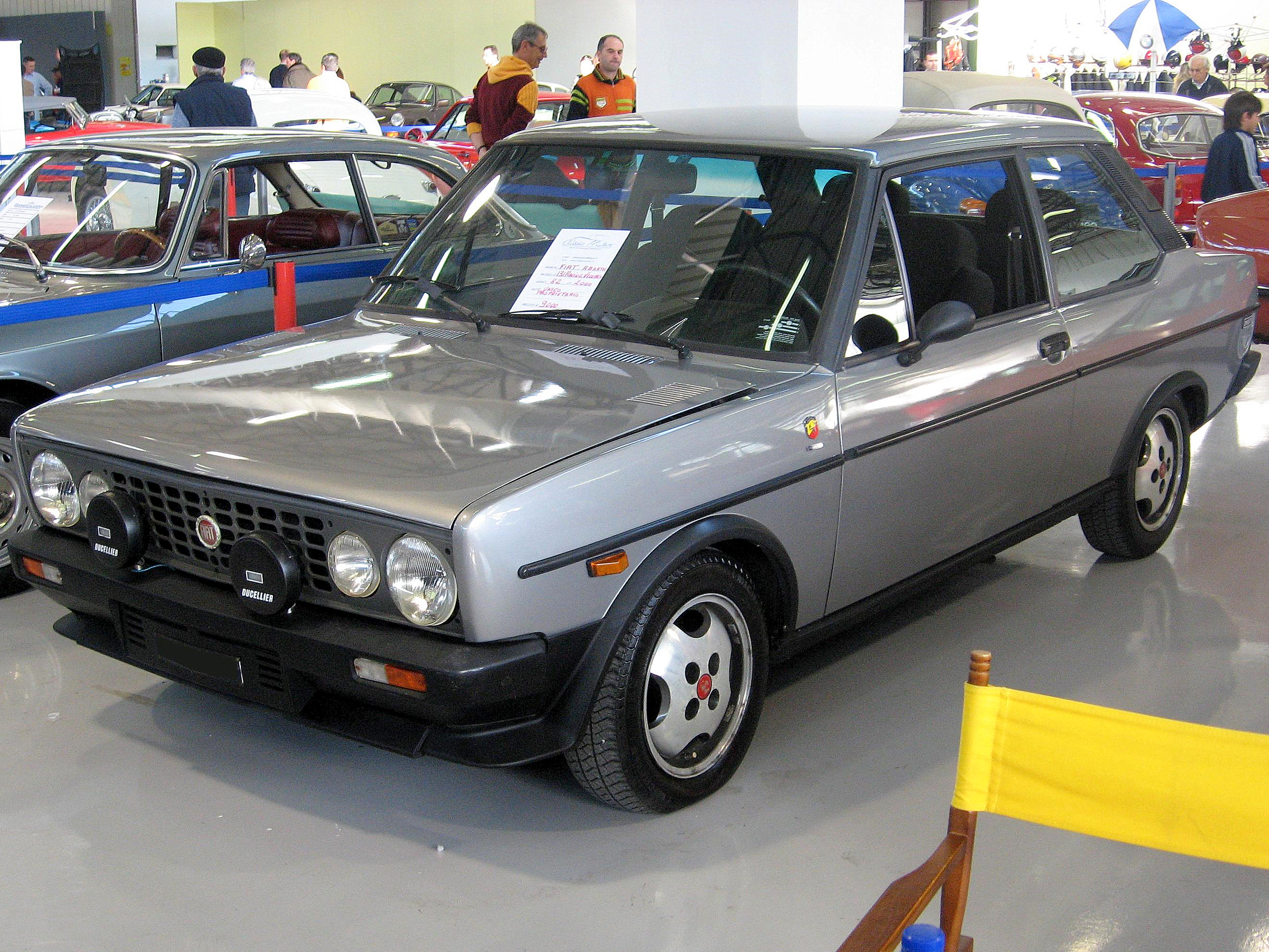
Una 131 Racing Volumetrico Abarth

Sul finire del 1979 i tecnici FIAT ipotizzavano di ottenere un significativo contenimento dei consumi di carburante, a parità di prestazioni, applicando compressori volumetrici ai motori di normale produzione, anche di piccola e media cilindrata. La sperimentazione ebbe inizio nei primi mesi del 1980, facendo circolare lungamente su strada alcuni prototipi di "131 1300 2 porte" con i propulsori modificati. Tali motori mantenevano l'originaria cilindrata di 1301 cm³, ma l'adozione del compressore volumetrico portava la potenza a 113 CV, con relativo innalzamento delle prestazioni, senza compromettere troppo l'elasticità di marcia.
I risultati positivi, però, furono di scarso rilievo proprio sotto il profilo principale della sperimentazione; ovvero per i consumi di carburante. La dirigenza FIAT decise, quindi, di utilizzare i compressori volumetrici solo per motori di cilindrata medio-alta, destinandoli a equipaggiare versioni sportive come la "131 Volumetrico Abarth", la "131 Volumetrico 4P", le Lancia Beta Volumex o la Pininfarina Spidereuropa.
Nel maggio 1981 entrò in produzione un piccolo lotto di 131 Supermirafiori Volumetrico Abarth, con carrozzeria a quattro porte, motore 2000 con compressore a lobi (140 CV) e marchietti Abarth. Questo modello, disponibile solo in colore grigio argento metallizzato, rimase in commercio per meno di un anno, con una produzione stimata di circa 200 esemplari. Il compressore volumetrico impiegato per questo modello e la precedente Racing Volumetrico Abarth differisce dal dispositivo Volumex utilizzato da Lancia per la maggiore portata e per la pompa di lubrificazione integrata nel corpo del compressore stesso anziché esterna.

## Dati tecnici
| Caratteristiche tecniche - Fiat 131 Mirafiori 4 porte del 1974 | | | |
| Modello                                                        | Versione "1300" | Versione "1600" | |
| Motore                                                         | 4 cilindri in linea ciclo Otto | 4 cilindri in linea ciclo Otto | 4 cilindri in linea ciclo Otto |
| Cilindrata                                                     | 1.297 cm³ (Alesaggio x corsa = 76 x 71,5 mm) | 1.585 cm³ (Alesaggio x corsa = 84 x 71,5 mm) | |
| Distribuzione                                                  | a 2 valvole con albero a camme laterale | a 2 valvole con albero a camme laterale | a 2 valvole con albero a camme laterale |
| Potenza max                                                    | 65 CV (DIN) a 5.400 giri/min | 75 CV (DIN) a 5.400 giri/min | |
| Coppia max                                                     | 10,4 mkg (DIN) a 3.000 giri/min | 12,6 mkg (DIN) a 3.500 giri/min | |
| Frizione                                                       | monodisco a secco | monodisco a secco | monodisco a secco |
| Cambio                                                         | a 4 rapporti + RM (5ª marcia a richiesta) | a 4 rapporti + RM (5ª marcia a richiesta) | a 4 rapporti + RM (5ª marcia a richiesta) |
| Trazione                                                       | posteriore | posteriore | posteriore |
| Scocca                                                         | metallica autoportante | metallica autoportante | metallica autoportante |
| Sospensioni ant.                                               | a ruote indipendenti con ammortizzatori idraulici telescopici | a ruote indipendenti con ammortizzatori idraulici telescopici | a ruote indipendenti con ammortizzatori idraulici telescopici |
| Sospensioni post.                                              | a ponte rigido con ammortizzatori idraulici telescopici | a ponte rigido con ammortizzatori idraulici telescopici | a ponte rigido con ammortizzatori idraulici telescopici |
| Impianto frenante                                              | a disco sulle ruote anteriori e a tamburo sulle posteriori, con comando idraulico, servofreno a depressione e limitatore di frenata al retrotreno. Freno a mano sulle posteriori con comando meccanico | a disco sulle ruote anteriori e a tamburo sulle posteriori, con comando idraulico, servofreno a depressione e limitatore di frenata al retrotreno. Freno a mano sulle posteriori con comando meccanico | a disco sulle ruote anteriori e a tamburo sulle posteriori, con comando idraulico, servofreno a depressione e limitatore di frenata al retrotreno. Freno a mano sulle posteriori con comando meccanico |
| Pneumatici                                                     | 165 R 13 | 165 R 13 | 165 R 13 |
| Peso                                                           | 985 kg | 985 kg | 985 kg |
| Serbatoio                                                      | 50 litri | 50 litri | 50 litri |
| Accelerazione                                                  | | | |
| Velocità massima                                               | dichiarata: 150 km/h | dichiarata: 160 km/h | |

## Motorizzazioni
| Modello                             | Disponibilità    | Carburante | Cilindrata (cm³) | Potenza         | Coppia massima (N·m) | Emissioni CO2 (g/km) | 0–100 km/h (secondi) | Velocità max (km/h) | Consumo medio (km/l) |
| 1301                                | dal 1978 al 1981 | Benzina    | 1301             | 47 kW (65 CV)   | 102                  | n.d                  | 16,2                 | 150                 | n.d                  |
| 1301 Super                          | dal 1978 al 1981 | Benzina    | 1301             | 57 kW (78 CV)   | 103                  | n.d                  | 14,2                 | 160                 | n.d                  |
| 1367                                | dal 1981 al 1983 | Benzina    | 1367             | 51 kW (70 CV)   | 107                  | n.d                  | 16,0                 | 148                 | 11.3                 |
| 1367 Super                          | dal 1981 al 1983 | Benzina    | 1367             | 55 kW (75 CV)   | 109                  | n.d                  | 13,8                 | 156                 | 11.3                 |
| 1600                                | dal 1978 al 1981 | Benzina    | 1585             | 55 kW (75 CV)   | 122                  | n.d                  | n.d                  | 160                 | n.d                  |
| 1600 Automatica                     | dal 1981 al 1983 | Benzina    | 1585             | 62 kW (85 CV)   | 124                  | n.d                  | 15,5                 | 152                 | 10,7                 |
| 1600 Super                          | dal 1978 al 1983 | Benzina    | 1585             | 71 kW (97 CV)   | 127                  | n.d                  | 12,0                 | 166                 | 10,9                 |
| 2000 Super                          | dal 1981 al 1983 | Benzina    | 1995             | 83 kW (113 CV)  | 166                  | n.d                  | 10,5                 | 174                 | 10,7                 |
| 2000 Racing                         | dal 1978 al 1981 | Benzina    | 1995             | 84 kW (115 CV)  | 167                  | n.d                  | 10,3                 | 179                 | n.d                  |
| 2000 Volumetrico Abarth             | dal 1980 al 1981 | Benzina    | 1995             | 103 kW (140 CV) | 206                  | n.d                  | n.d                  | 189                 | 9,1                  |
| 2000 Diesel                         | dal 1978 al 1983 | Gasolio    | 1995             | 44 kW (60 CV)   | 117                  | n.d                  | 22,3                 | 138                 | 12,0                 |
| 2500 Diesel Super                   | dal 1978 al 1983 | Gasolio    | 2445             | 52 kW (72 CV)   | 147                  | n.d                  | n.d                  | 146                 | 12,6                 |
| Fonte dei dati: listino automoto.it |                  |            |                  |                 |                      |                      |                      |                     |                      |

## La Fiat 131 Abarth Rally

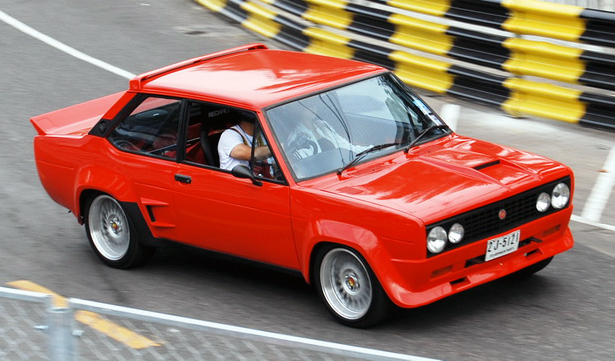
Una 131 Abarth Rally (2007)

Nel 1976 la Fiat presentò la 131 Abarth Rally, la cui versione stradale venne prodotta in 400 esemplari per essere omologata nel Campionato Mondiale Rally (che vincerà tre volte: 1977, 1978 e 1980). Basata sulla carrozzeria della 2 porte prima serie, opportunamente alleggerita e rinforzata, la Abarth Rally era priva dei paraurti e dotata di parafanghi allargati, spoiler, alettoni e prese dinamiche e una presa d'aria sul cofano motore.
Il motore era un 4 cilindri bialbero derivato dal due litri Fiat (e sviluppato dalla Abarth), con distribuzione a sedici valvole e una cilindrata di 1995 cm³ da 140 CV nella versione stradale, alimentata da un carburatore doppio corpo (235 CV in quella da corsa dotata d'impianto di iniezione meccanica). La sospensione posteriore, a ruote indipendenti, derivata da quella della 124 Abarth Rally, rimpiazzava quella ad assale rigido di serie, mentre la carrozzeria aveva elementi (cofani, spoiler e parafanghi) in vetroresina o in alluminio (portiere, tetto).
Sulla stessa base l'Abarth allestì anche due prototipi: la 031 (col motore V6 della 130) e la 035 (con un due litri sedici valvole sovralimentato con un compressore volumetrico di tipo roots a lobi, motore che verrà poi utilizzato per la Lancia Rally 037). Queste vetture rimasero allo stadio di prototipo. La prima, con Giorgio Pianta alla guida, vinse il Giro d'Italia automobilistico del 1975.

## Le Fiat 131 prodotte all'estero

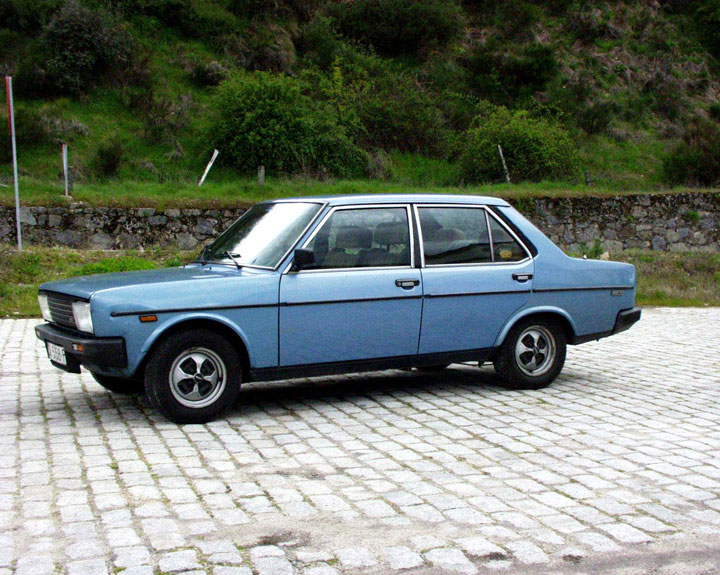
Una SEAT 131 del 1980

- Spagna: la Fiat 131 venne prodotta con marchio SEAT, costruita in 356 670 esemplari dal 1975 al 1982, nelle versioni quattro porte e Familiare, Mirafiori e SuperMirafiori. Gli esemplari SuperMirafiori destinati al mercato italiano erano prodotti in larga parte proprio nello stabilimento SEAT della Zona Franca di Barcellona.
- Turchia: la 131 originale è stata fabbricata a Bursa, dalla consociata Fiat, la Tofaş. Una versione aggiornata dalla 131, modificata in molti particolari di carrozzeria derivati da Fiat Tempra e Regata, è stata prodotta fino alla fine del 2010 e rimasta in catalogo per tutto il 2011.
- Le Tofas 131 Sahin (berlina) e Kartal (Familiare) vengono anche assemblate, con parti in CKD provenienti dalla Tofas, dalla El Nasr (denominata Tofaş Dogan)  in Egitto dal 1991 e dalla Holland Car (denominata DOCC) in Etiopia dal 2006 con il solo motore Fiat 1.6L 80 CV dotato di iniezione single point e catalizzatore in grado di rispettare la normativa Euro 2. Sono state 1 257 651 le Tofas 131 fabbricate in Turchia.
- Venne anche realizzata una variante della 131 per il mercato USA, denominata Fiat "Brava", mossa da un quattro cilindri bialbero a iniezione e con dispositivi anti-inquinamento, prima di 1756 cm³ da 90 CV, poi di 1995 cm³ da 105 CV con la denominazione "Superbrava".